# Soldier (film)
Soldier è un film di fantascienza del 1998 diretto da Paul W. S. Anderson e interpretato da Kurt Russell.

## Trama
In un prossimo futuro dei neonati vengono selezionati alla nascita e cresciuti come soldati facenti parte di un nuovo programma di reclutamento e addestramento militare (Progetto Adamo). Durante la fase di estremo allenamento mentale e fisico, essi diventano dei veri sociopatici, incapaci di concepire qualsiasi cosa al di fuori della routine militare e della guerra. Priorità del condizionamento di questi soldati sono il divieto di parlare se non interrogati e il loro obbligo di rispondere a qualsiasi loro interlocutore, anche qualora si tratti di una donna, concludendo la frase con la parola "Signore".
All'età di 38 anni, Todd è un veterano temprato dalle molte battaglie, ma lui e la sua unità stanno per essere rimpiazzati. Il colonnello Mekum infatti introduce un nuovo gruppo di soldati geneticamente modificati e potenziati, progettati per avere capacità fisiche superiori a quelle dei normali esseri umani e con una totale mancanza di emozioni (fatta eccezione per l'aggressività).
L'ufficiale comandante dell'unità di Todd, il Capitano Church, insiste affinché si testino le abilità dei nuovi soldati contro le sue. Ma Todd, il soldato migliore dell'intera squadra, non può competere con Caine 607. Nella prova finale, una lotta tra Caine e tre soldati "normali", due dei camerati di Todd rimangono uccisi e lo stesso Todd viene sconfitto, non prima di aver cavato un occhio a Caine. Todd apparentemente muore cadendo da grande altezza, ma il corpo di un soldato morto gli attutisce la caduta, e perde semplicemente i sensi. Mekum ordina che i loro corpi siano smaltiti come spazzatura, ed i rimanenti "vecchi" soldati vengono retrocessi a umili ruoli di supporto.
Todd e i suoi compagni morti vengono così gettati sulla superficie di Arcadia 234, un pianeta per lo smaltimento dei rifiuti con velocità dei venti pericolosamente alte. Nonostante sia gravemente ferito, Todd zoppica fino a una colonia di umani che si erano schiantati dodici anni prima, che erano sopravvissuti e avevano creato una società tra le onnipresenti montagne di rifiuti del pianeta.
Malgrado essi cerchino di accoglierlo, Todd ha grandi difficoltà ad adattarsi alla comunità a causa del suo estremo condizionamento. Il precedente addestramento di Todd che gli imponeva di non parlare a meno che non fosse interrogato (e in generale le sue abilità sociali volutamente poco sviluppate) gli rendono difficile rispondere alle domande se non in modo secco, ed iniziare una conversazione per lui è impossibile. Molti dei coloni hanno paura di lui, ma si rifugia da un uomo di nome Mace e sua moglie Sandra. Todd sviluppa una silenziosa amicizia con Nathan, il figlio muto della coppia, che è stato traumatizzato fisicamente e mentalmente da un morso di serpente. In un successivo conflitto con un serpente, Todd insegna a Nathan a fronteggiare l'animale e a reagire per difendersi. Tuttavia, i suoi genitori fraintendono la lezione, e rimangono incerti su come agire riguardo all'apparente instabilità di Todd.
Todd presto comincia ad avere dei flashback che gli ricordano il suo passato militare, e scambiato inavvertitamente uno dei coloni per un nemico, arriva quasi ad ucciderlo. I coloni decidono che Todd è troppo pericoloso per lasciarlo vivere tra di loro, e così gli danno dei viveri e l'ordine di lasciare l'insediamento. Al di fuori della colonia, Todd versa delle lacrime (sembra non capire cosa esse siano, lasciando intendere che questa è la prima volta che piange). Poco dopo Mace e Sandra vengono attaccati da un altro serpente, ma vengono salvati dall'intervento di Nathan, che aveva usato la tecnica appresa da Todd. Mace si rende quindi conto che Todd ha un ruolo importante da svolgere nella comunità, e decide così di partire da solo per trovarlo e riportarlo indietro.
Ma poi i nuovi soldati arrivano per compiere un esercizio di addestramento. Dal momento che il pianeta è classificato come disabitato, il colonnello Mekum decide che la presenza dei coloni è illegale, e ordina ai soldati di sterminarli per fare pratica. Mace viene ucciso subito dopo aver trovato Todd, che nonostante sia privo di equipaggiamento o armi,  grazie all'esperienza di anni di battaglia e alla sua conoscenza del pianeta riesce a tornare alla colonia e ad uccidere la squadra che stava attaccando i coloni.
Indispettito dal fatto che una forza nemica molto più grande possa confrontarsi con loro, il capitano Church ordina ai soldati di ripiegare e di ritornare con artiglieria pesante. Usando tattiche di guerriglia, Todd supera in strategia e sconfigge tutti i soldati rimanenti.
Appena i coloni sopravvissuti escono dalle case distrutte, si scopre che un ultimo “super” soldato è rimasto in vita: è Caine 607. Todd lo affronta in un combattimento corpo a corpo e lo sconfigge.
Preso dal panico, Mekum ordina all'equipaggio della sua nave, composto dalla vecchia squadra di Todd, di attivare un ordigno nucleare in miniatura abbastanza potente da distruggere l'intero pianeta, poi decolla prima che essi siano tornati a bordo. Quando il capitano Church obietta, Mekum gli spara, uccidendolo a sangue freddo. Ma prima di poter decollare come previsto, compare Todd, e i suoi vecchi camerati per effetto del loro condizionamento mentale ora lo riconoscono come più alto in grado, a causa della morte di Church e della loro destituzione da parte di Mekum. Silenziosamente, si trovano dalla parte di Todd contro l'esercito che li ha scartati. Insieme prendono il controllo della nave, gettano Mekum e i suoi aiutanti sul pianeta, ed evacuano i rimanenti coloni proprio mentre la bomba sta per esplodere.
Todd ordina così di impostare la rotta per le Trinity Moons, la destinazione originale dei coloni, poi prende Nathan e punta verso la loro nuova meta, guardando la galassia.

## Produzione
Il copione era pronto da 15 anni al momento della produzione.
Kurt Russel si ruppe la caviglia durante la prima settimana di riprese, così fu necessario riprogrammare l'intera produzione. Gli operatori prima girarono le scene che coinvolgevano Kurt Russel che giaceva al suolo, seguite da scene in cui era seduto, in cui stava in piedi ma non si muoveva, e così via.

## Critica
Soldier fu un flop al botteghino. Girato con un budget di 75 milioni di dollari, ne guadagnò solo 15 in tutto il mondo. Il film fu stroncato dalla critica, in parte a causa dei dialoghi scialbi: il protagonista, Todd, nell'arco di tutto il film, pronuncia solo 79 parole, 11 delle quali sono Signore.

## Riferimenti aBlade Runner
La sceneggiatura di Soldier è stata scritta da David Peoples, coautore di Blade Runner.
Per sua stessa ammissione, considera questo film come un successore spirituale di Blade Runner. Soldier cita alcuni elementi presenti nelle novelle di Philip K. Dick, o adattamenti cinematografici delle stesse. Tra i cumuli di rottami del pianeta si può vedere un "veicolo Spinner" presente in Blade Runner. Soldier è ambientato nello stesso universo di Blade Runner, dal momento che la sceneggiatura del film fa riferimento ad alcuni dei luoghi misteriosi citati da Roy Batty nel suo monologo finale, ossia le Porte di Tannhauser e i Bastioni di Orione, nei quali Todd ha combattuto due delle sue battaglie.

## Distribuzione

### Home video
Il film fu distribuito in DVD il 2 marzo 1999, in un disco a doppio lato, che include la versione widescreen su un lato e la versione a schermo intero sull'altro con incluso un commento del film. Inoltre è stato pubblicato in Blu-Ray negli USA il 26 luglio 2011. Il film non fu mai distribuito in Italia.